# Девід Брум
Девід Брум (англ. David Broome, 1 березня 1940) — британський вершник.
Бронзовий призер Олімпійських Ігор 1960 (індивідуальний конкур), 1968 (індивідуальний конкур) років, учасник 1964, 1972, 1988, 1992 років.
Чемпіон світу з конкуру 1970 року в індивідуальному конкурі, 1978 року в командному конкурі, бронзовий призер 1960 року в індивідуальному конкурі, 1982, 1990 років у командному конкурі.
Чемпіон Європи з конкуру 1961, 1967, 1969 років в індивідуальному конкурі, 1979 року в командному конкурі, срібний призер 1977, 1983, 1991 років у командному конкурі.